# Westerturm

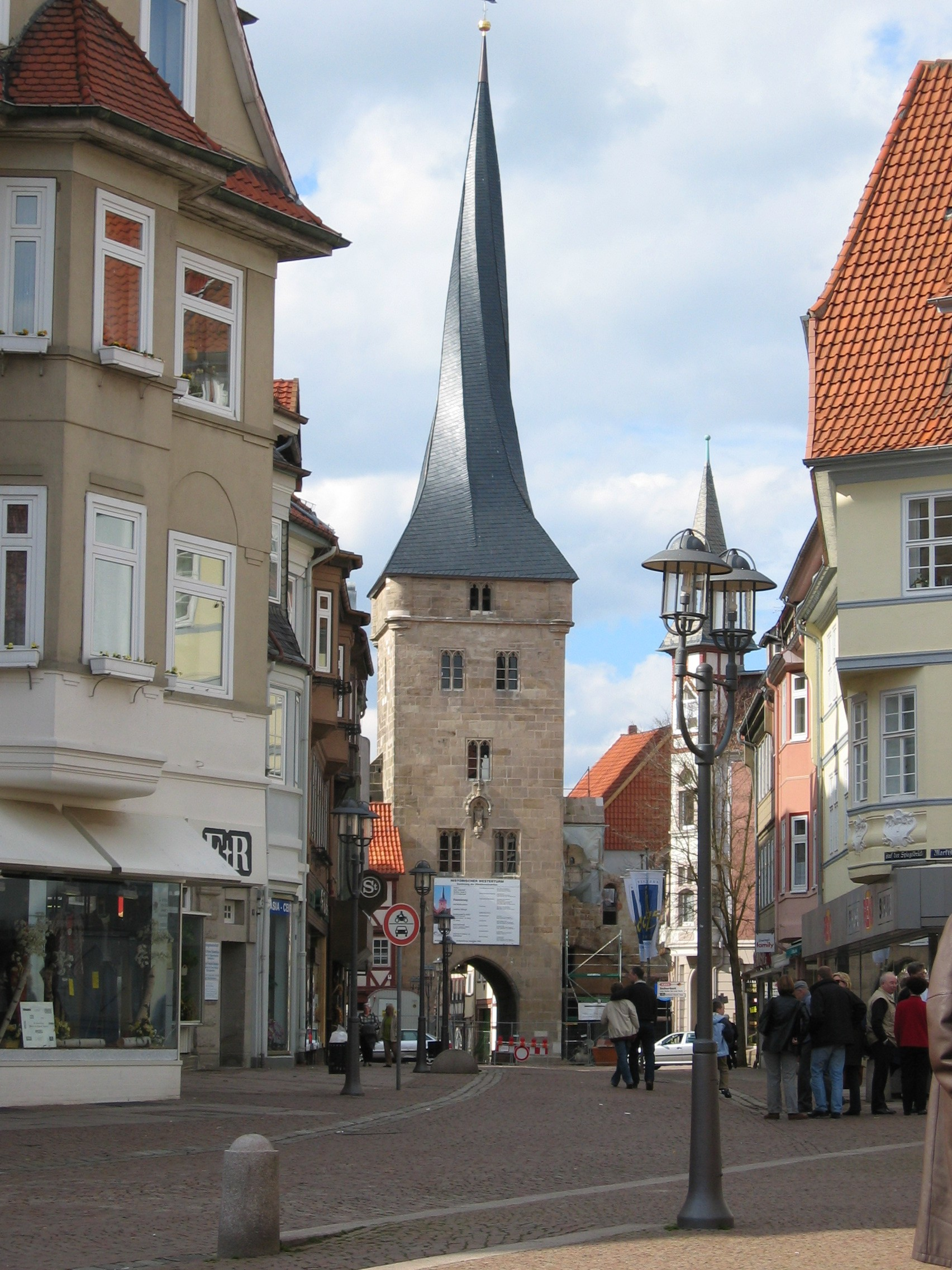
Der Westerturm (Ansicht von der Innenstadt)

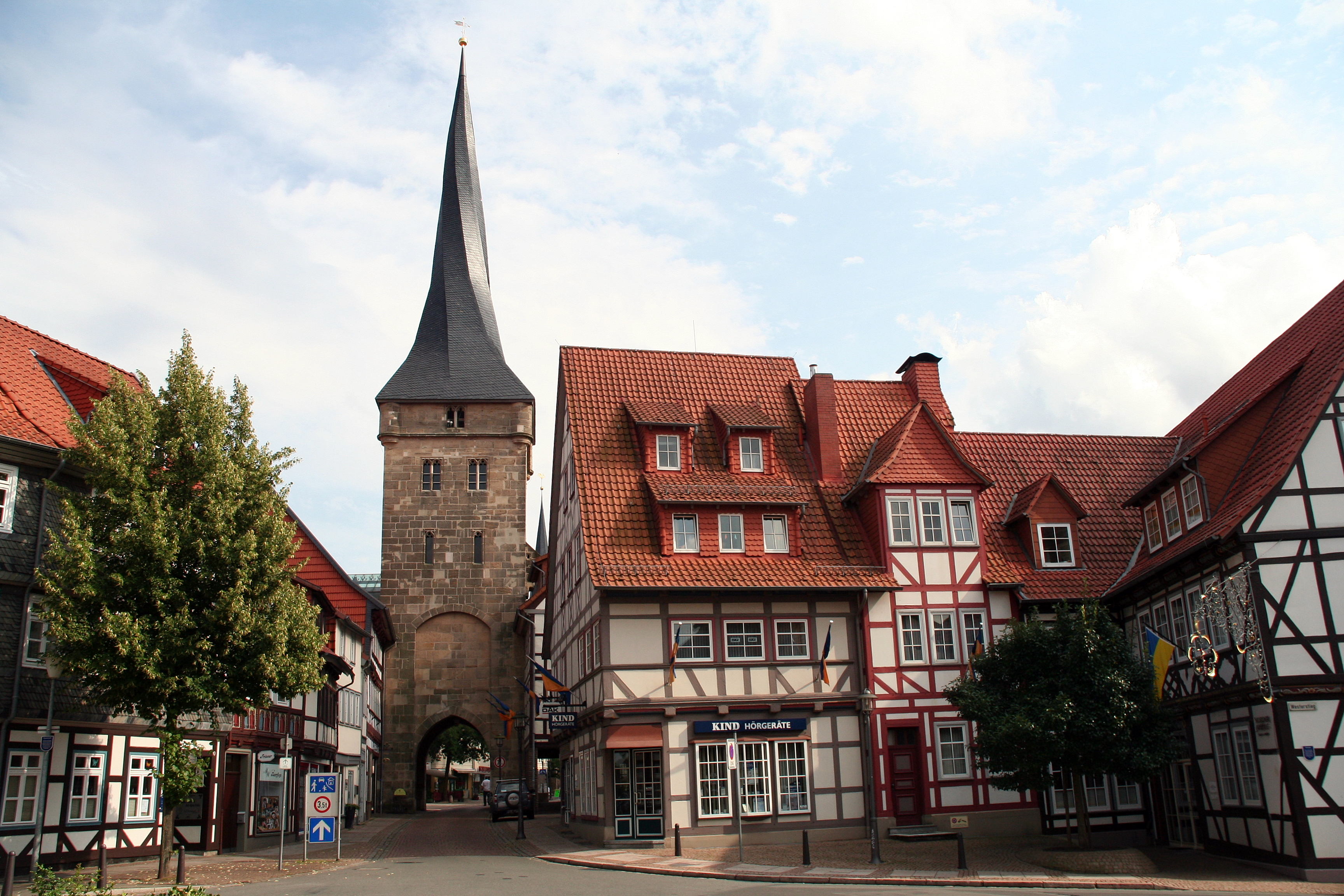
Turmensemble

Der Westerturm ist das letzte von Duderstadts mittelalterlicher Stadtbefestigung erhaltene Stadttor und das markante Wahrzeichen der Stadt. Aufgrund eines Konstruktionsfehlers des Dachstuhls hat der Turm eine gedrehte Spitze. Im Westerturm ist heute ein Museum zur Stadtgeschichte.
Der Vorgängerbau des heutigen Westerturms wurde 1343 zum ersten Mal urkundlich erwähnt („valva inferior“). Am 17. April 1424 fiel er zusammen mit großen Teilen der Stadt einem verheerenden Brand zum Opfer. Am 14. Juni desselben Jahres wurde mit dem Bau des neuen in seiner heutigen Form erhaltenen Stadttores begonnen. Vollendet wurde der Wiederaufbau im Jahre 1506 mit dem Aufsetzen des Turmknaufs.
1999 kam eine Bauschadensanalyse zu einem verheerenden Ergebnis: der Turm war einsturzgefährdet. Daraufhin erfolgten in den Jahren 2002 bis 2004 umfangreiche Sanierungs- und Restaurierungsarbeiten. Am 12. August 2004 wurde das Turmensemble anlässlich der 1075-Jahr-Feier der Stadt eröffnet.
Heute ist der Westerturm zum Teil öffentlich begehbar. Zusammen mit dem Bachmann’schen Haus – prägnant durch Fachwerk hinter einer modernen Glasfront – und dem Schützenmuseum bildet er ein Museums-Ensemble am nordwestlichen Eingang zur Fußgängerzone.

## Legende
Eine Sage macht für die Verdrehung der Turmspitze den Teufel verantwortlich: Der mit dem Bau beauftragte Baumeister war in Zeitnot geraten. Um sein Werk pünktlich übergeben zu können, schloss er einen Vertrag mit dem Teufel. Dieser sollte für ihn den Turm pünktlich fertigstellen. Als Entlohnung würde ihm die Seele des Architekten zustehen. Nachdem der Teufel seinen Teil des Vertrages erfüllt hatte, verweigerte der Baumeister die Erfüllung des seinigen. Im wilden Zorn hat daraufhin der Teufel die Turmspitze gepackt und sich darum geschwungen. Seither sind die Balken des Dachstuhls verbogen.